# Leonid Kapița
Leonid Petrovici Kapița (în rusă Леони́д Петро́вич Капи́ца, n. 2 septembrie 1864, gubernia Basarabia, Imperiul Rus – d. 1919, Petrograd, RSFS Rusă) a fost un militar rus, general-maior în corpul ingineresc al Imperiului Țarist.

## Biografie

Stema familiei Kapița

Leonid Petrovici provenea dintr-o familie nobilă, Kapița-Milevski. Familia Kapița, de origine moldovenească, era integrată în nobilimea din Uniunea statală polono-lituaniană, dar și din Imperiul Rus. A absolvit a doua Școală Militară Konstantinov în 1883, fiind repartizat ca sublocotenent în fortăreața Kars-Alexandropol. Ulterior, a absolvit Academia de Inginerie Nikolaev cu distincție și a fost repartizat la Kronstadt. Începând cu anii 1890, a lucrat în Departamentul de Construcții al Fortificațiilor din Kronstadt.
A avansat în grade militare după cum urmează: locotenent (1887), căpitan (1891), maior (1895), locotenent-colonel (1904), colonel (1908, pentru distincție) și general-maior (1916). A deținut funcții precum șef al departamentului economic al construcției fortificațiilor din Kronstadt (1902–1910) și asistent al constructorului fortăreței Kronștadt (1910–1913). În 1913, a fost numit inspector principal în Departamentul Tehnic Militar Principal.
Leonid Petrovici Kapița a decedat în 1919, în Petrograd, în timpul epidemiei de gripă spaniolă. Este înmormântat în Cimitirul Luteran Smolensk.

## Familie
Soția sa, Olga Ieronimovna Kapița (născută Stebnițkaia), tot de origine basarabeană, a fost pedagog și specialist în literatură și folclor pentru copii. Tatăl ei, Ieronim Ivanovici Stebnițki, a fost un geodezist rus și membru corespondent al Academiei de Științe din Sankt Petersburg.
Cei doi fii ai lor au fost:
- Leonid Leonidovici Kapița (1892–1938), antropolog și etnograf.
- Piotr Leonidovici Kapița (1894–1984), fizician renumit, laureat al Premiului Nobel.

## Distincții
Leonid Petrovici Kapița a fost decorat cu următoarele ordine:
- Ordinul „Sfântul Stanislav”, clasa a II-a (1901)
- Ordinul „Sfânta Ana”, clasa a II-a (1902)
- Ordinul „Sfântul Vladimir”, clasa a III-a (1911)